# Anne Halkett
Pour les articles homonymes, voir Halkett.
Anne Halkett (née Murray le 4 janvier 1622 à Londres et morte 1699), également connue sous le nom de Lady Halkett, est une écrivaine religieuse et autobiographe.

## Biographie

### Jeunesse
Anne Halkett, naît Murray le 4 janvier 1622 à Londres.
Son père, Thomas Murray, tuteur des enfants du roi James I., devient plus tard le provost du Collège d'Eton. Sa mère, Jane Drummond Murray, est la gouvernante des enfants du roi. À la mort de Thomas Murray, Halkett est éduquée par sa mère. À la mort de Thomas Murray, Halkett est éduquée par sa mère. Elle apprend le français, la danse, la médecine, la musique, la couture, la religion et la chirurgie. Son éducation religieuse est vaste, et elle lit la Bible, prie tous les jours et se rend régulièrement à l'église.

### Vie privée
La première relation amoureuse de Halkett a lieu avec Thomas Howard. Bien que Howard appartienne à une famille distinguée, il n'est pas riche. Cela signifie que le mariage entre eux serait économiquement préjudiciable aux deux familles. Les émotions de Halkett sont prises entre les difficultés économiques qu'entraînerait le mariage et la douleur et la perte de crédibilité que subirait Howard si elle ne l'épousait pas. Pour empêcher Halkett de prendre une décision imprudente, sa mère l'a garde en faisant dormir une autre personne dans la chambre de Halkett et en lui interdisant de revoir Howard. Plutôt que de désobéir à sa mère, Halkett lui dit au revoir les yeux bandés. Sa relation avec Howard créé un fossé entre elle et sa mère qui dure quatorze mois. Bien qu'Howard ait juré de ne jamais épouser une autre femme, il rompt plus tard cette promesse. Halkett rapporte dans ses écrits que son mariage était connu pour être malheureux.
Halkett a une relation avec le colonel royaliste Joseph Bampfield (en). Elle collabore avec lui à plusieurs manœuvres audacieuses au nom de la cause royaliste pendant la guerre civile anglaise. Ils sauvent James, duc d'York (qui devient plus tard James II) de la captivité parlementaire. Halkett le déguisé en femme pour effectuer son évasion vers le continent européen, commentant dans son autobiographie qu'il « était très beau dedans ». Elle lui donne ensuite quelque chose à manger et l'envoie en sécurité sur le continent avec un gâteau spécial qu'elle sait qu'il aime. Halkett semble avoir vécu avec Bampfield sous la promesse de mariage. Cependant, Bampfield prétend être veuf et Halkett apprend plus tard que sa femme est en vie.
Halkett pratique la médecine en Écosse. Elle devient plus tard gouvernante dans la maison de Sir James Halkett, veuf et père de deux filles. Elle l'épouse en 1656. Au cours de sa première grossesse, elle écrit The Mother's Will to her Unborn Child.
Halkett est mariée à Sir James pendant 20 ans. À sa mort, elle n'a plus assez d'argent pour subvenir aux besoins de sa famille et gagne sa vie en enseignant à des enfants de la noblesse dans sa maison. Ses difficultés financières s'atténuent lorsque Jacques II lui verse une pension pour les services qu'elle lui avait rendus pendant la guerre civile anglaise.
À sa mort, Halkett laisse derrière elle 21 volumes de manuscrits de folios et de quarto qui avaient été écrits entre 1644 et la fin des années 1690. Ces manuscrits sont maintenant conservés à la Bibliothèque nationale d'Écosse.

## Travaux écrits
Les écrits de Halkett comprennent une longue autobiographie (vers 1677), des méditations religieuses et Instructions for Youth. Pour Halkett, écrire sur ce qu'elle avait lu, ses rêves et ses espoirs pour ses enfants faisait partie de ses dévotions domestiques quotidiennes, mais aussi pour le plaisir. Ses écrits religieux semblent avoir été composés sur une période de cinquante-cinq ans (1644-99).
L'autobiographie de Halkett (qui peut être intitulée Autobiography or Memoirs, selon le rédacteur en chef) est un compte rendu franc des événements personnels et politiques de la guerre civile anglaise. Il semble avoir été écrit entre 1677 et 1678. Halkett y donne un compte rendu détaillé de ses fréquentations et de son mariage. Il est écrit avec un suspense narratif, et le dialogue est utilisé pour capturer à la fois les propres émotions de Halkett et celles de ses amants.

## Publications
- Instructions for Youth: For the Use of those young Noblemen and Gentleman, whose Education was committed to her Care. (1701)
- Meditations on the twentieth and fifth Psalm (1701)
- Meditations upon the seven gifts of the Holy Spirit, mentioned Isaiah XI. 2, 3. As also, meditations upon Jabez his request, ... Together with sacramental meditations on the Lords Supper; and prayers, pious reflections and observations. (1702)
- The Autobiography (1875)
- Memoirs of Anne, Lady Halkett, and Ann, Lady Fanshawe (1979)[10].